# 木曜Junk さまぁ〜ずの逆にアレだろ
木曜Junk さまぁ〜ずの逆にアレだろ（もくようジャンク さまぁ〜ずのぎゃくにアレだろ）は、2002年4月4日から2004年3月25日にTBSラジオ制作・JRN系の木曜Junk（現：JUNK）枠内で放送した、お笑いコンビ・さまぁ〜ずがパーソナリティを務めるラジオ番組である。全104回放送。

## 概要
かつて同時間帯に『スーパーギャング』（月曜2部枠）、『パックインミュージック21』（月曜1部→2部枠）を担当したさまぁ～ずにとって9年半ぶりのTBS系深夜ラジオで、スタッフの一部も引き継がれた。深夜放送特有の下ネタに輪をかけた下ネタで人気を博した。聴取率調査週間（スペシャルウィーク）は「関東お笑い祭」「関東芸人祭」と称し、さまぁ〜ずと親交が深い出川哲朗やふかわりょうらの芸人をゲストに招いた。

## データ

### パーソナリティ
- さまぁ〜ず
  - 大竹一樹
  - 三村マサカズ

### スタッフ
- ディレクター:戸波英剛
- 構成:加藤智久、高橋栄文（現：たかはC）、今井茂雄ほか

### 放送局
- TBSラジオ
- 北海道放送
- RKB毎日放送 - 2003年10月ネット開始。以前はアニラジや自社制作番組などを放送していた。
- 琉球放送

### 放送日
- 毎週木曜日 深夜25:00-27:00（金曜日早朝1:00-3:00）

### オープニングテーマ
- アポロ440 「Lost In Space」（アルバム『Gettin' High on Your Own Supply』収録）

## コーナー
30秒間で100万円のチャンス ツッコミタイムショック
初回放送の冒頭にいきなり始まったリスナー電話参加型コーナー。30秒間に出される10個のキーワードにリスナーがツッコミを入れ、5問以上正解するとものすごいアレ、10問全て正解すると100万円がプレゼントされる。正解・不正解の判定は三村が行った。 （2002年4月4日 - 2002年4月25日）
クラス対抗 穴があったら入れたい
ヒット曲の歌詞の穴埋めコーナー。三村学級・大竹学級に分かれて対戦し、3回負けた方が罰を受ける。 （2002年4月4日 - 2004年3月25日）
大竹一樹の嫁をとる会
大竹の嫁になりたい訳アリな美女を募集する公開お見合いコーナー。 （2002年4月4日）
王様のアレはロバのアレ
他人の秘密、自分のいけない趣味などの誰にも言えない、でも誰かに言いたい事をそっと打ち明けてもらうコーナー。毎回冒頭ではロバのようにベロ〜ンとしたアレを持つ王様とその家来のミニストーリーが展開された。 （2002年4月4日 - 2002年12月19日 2003年9月4日 - 2004年3月25日）
ザッツ4大ディスコ
DJミッキーことミキムラミキオが、リスナーが送ってきた「自分の思う4大○○」をBelliniの『Samba De Janeiro』（コーナー内では「グルーヴィーなビート」と紹介）に乗せて紹介するコーナー。つまり基本は4段オチ。DJミッキーが登場している間は、なぜか三村がいなくなっていた。 （2002年4月4日 - 2003年9月4日 2004年3月11日 - 2004年3月25日）
燃える相談コーナー アントニオ猪吉の道
燃える闘魂・アントニオ猪吉がリスナーからの悩みに答えるコーナー。MEGUMIにふられたため「旅に出る」と言い残して終了。アントニオ猪吉が登場している間は、大竹がいなくなっていた。 （2002年4月11日 - 2002年5月30日）
三村衣音のひとりごと
三村の娘・衣音のひとりごとを募集するコーナー。主に芸能人への毒を豪快に言い放っていた。2003年6月5日（第62回）に「三村衣音のひとりごと（5歳）」として復活。 （2002年4月18日 - 2003年1月9日 2003年6月5日 - 2004年3月25日）
お坊さんのためのワイドショー講座
昼間は忙しくてワイドショーを見られないお坊さんのために最新の話題を提供するリスナー電話参加型コーナー。コーナー名はお父さんのためのワイドショー講座から。リスナーが話題の有名人になりきって、さまぁ〜ずからの質問に答えていった。 （2002年5月2日 - 2002年5月9日）
三村プロデュース 略してミムP または3P
「アーティストになりたい」という願望を持つ三村が、ヒップホップのトラックとツッコミをテーマにしたリリックを募集し、練習するコーナー。2002年5月30日（第9回）にMC UMEをゲストに招いてラップの講習を受けるが、ほとんどリズムに乗れずに終わる。2002年6月27日（第13回）には「今はヒップホップよりもアカペラ」と言い放ちゲストのRAG FAIRにハモりを習うことに。その後は毎週のように呼び込みはするもののコーナーは消滅。 （2002年5月9日 - 2002年6月27日）
長渕剛吉 魂の歌
魂のシンガー・長渕剛吉がリスナーからのリクエストに応じたオリジナルソングを歌うコーナー。2002年7月18日（第16回）でライブツアーに出かけたため終了。長渕剛吉が登場している間はなぜか大竹がいなくなっていた。 （2002年6月6日 - 2002年7月18日）
ムカツクイズ
答えがムカツククイズを募集するコーナー。クイズの出題はMr.クイズマンこと戸波ディレクターが行った。口癖は「バーカ」。 （2002年7月11日 - 2002年7月18日）
この前はTHE★PANTYのシンデレラタイムオーバーです
前番組である「THE★PANTYのシンデレラタイムオーバー」を生放送前でバタバタしているため聴けていないさまぁ〜ずに、どのようなコーナーが行われているのかを教えてあげるコーナー。
「メンバーの"ヨッピュー”と”ちん毛アフロ（通称・ちんアフさん）”が暴走するラジオ番組」との報告がほとんどだったが、2002年9月19日（第25回）にTHE★SCANTYのYOPPYとTOBUが出演し誤解を解いて終了。 （2002年7月18日 - 2002年9月19日）
悲しいダジャレ+1
さまぁ〜ずの持ちネタ「悲しいダジャレ」を悲しいだけに限定せず、一言多いダジャレとして紹介するコーナー。 （2002年7月25日 - 2003年1月9日 2003年3月27日 - 2004年3月25日）
北の国から2002 タイトル募集
北の国から2002のサブタイトル「遺言」が気に入らない田中邦衛吉のために新たなサブタイトルを募集するコーナー。 （2002年8月1日 - 2002年9月5日）
有名人のひとりごと
2002年08月22日（第21回）と2003年12月18日（第90回）に行われた特別コーナー。有名人が言っていたひとりごとを募集。 （2002年8月22日 2003年12月18日）
頑張れ種田
横浜ベイスターズの種田仁を応援して皆で種出しちゃおうという本格的野球コーナー。横浜ベイスターズの球団歌「熱き星たちよ」の替え歌をバックにリスナーからの種田日記を紹介した。毎回コーナーの最後には種田の最新の打撃成績を伝えた。
2003年4月3日（第53回）に「月1コーナー」として復活したが、その後は行われていない。 （2002年8月22日 - 2002年10月24日 2003年4月3日）
熱闘ハガキ甲子園
全国のリスナーを東京23区・東京都下・北海道・千葉県・埼玉県・神奈川県・沖縄県・他県（その他）の8ブロックに分けてトーナメント戦を行う。対戦テーマはお題の穴埋めなど。 （2002年9月12日 - 2003年5月8日 2004年1月29日 - 2004年3月18日）
3年Bチク金一先生
坂本金一先生が腐った変態ミカン達のエピソードに説教する、青少年のための教育コーナー。金一先生が登場している間は、なぜか大竹がいなくなっていた。コーナー終了後もコーナー祭りや最終回などで何度も復活した。（2002年9月26日 - 2002年11月15日）
究極の異種格闘技戦 イメージプライド 略してイメプラ
世の中のありとあらゆるものをイメージで戦わせるコーナー。解説兼レフェリーを旅から帰ってきたアントニオ猪吉が務めた。（2002年11月21日 - 2003年2月13日）
ときめきネガティブハーツ
誰の心にもあるネガティブな心を募集するコーナー。毎回作家である小豆メガネ（佐藤がっかり）のネガティブな歌からコーナーが始まっていた。（2002年12月26日 - 2003年4月24日）
国語リミックス
「悲しいダジャレ+1」からの派生コーナー。早口言葉・ことわざ・名言・格言などに一言付け足し、新たな言葉を作っていく。（2003年1月16日 - 2003年3月20日）
開運! 屁診断
平安のおなら師・安倍屁明の末裔で、屁の音からその人の人間性を占えるという大竹先生が悩めるリスナーから録音した屁を送ってもらい、その屁の音を診断する事により、リスナーを開運に導くありがたいコーナー。2004年3月11日（第102回）に戸波ディレクターがおならのやらせを行い、番組終了の要因のひとつとなる演出。（2003年2月27日 - 2003年9月4日 2004年3月11日）
マイケル・ジャクソンの真実の真実
「マイケル・ジャクソンの真実」の真実を暴くコーナー。リスナーから送られてきたマイケルの目撃情報を大竹がマイケル、三村がジャーナリストのマーティン・バシールとなって検証していく。（2003年3月6日 - 2003年3月27日）
出る! 出る!! 試験に出る出る豆知識
自分だけが知っている言葉の語源やうんちくを募集するコーナー。なぜかほとんどの言葉が下ネタを語源とするものだった。（2003年4月3日 - 2003年6月5日）
隠れキャラ名鑑
アニメ・映画・漫画・ドラマなどに人知れず出演している隠れキャラをファイリングしていくコーナー。（2003年4月10日 - 2003年9月11日）
深キョンコーナー
深田恭子が好きだという三村のために彼女の情報を募集するコーナー。しかし、「相手が自分のことを好きでいてくれないと自分も好きにはなれない」との理由で、募集はするもののほとんど行われなくなっていった。2003年12月11日（第89回）に深田恭子とぎこちなくも会話したことを発表し、自然消滅。（2003年5月22日 - 2003年12月11日）
いつもここまでのいろんなとき
いつもここからのネタ「悲しいとき」のパクリコーナー。悲しいとき以外のいろんなときを大竹が菊地秀規、三村が山田一成にそれぞれなりきって発表していく。後にいつもここからの許可を取り、本人公認コーナーとなった。（2003年6月19日 - 2003年8月7日）
エクスタシー川柳
アダルトな川柳を募集するコーナー。パリのシャンゼリゼ第7スタジオからフランス人のみっちゃんが川柳を詠みあげた。（2003年9月11日 - 2004年3月4日）
ヤワラカちゃんのラブラブダイアリー
ヤワラカちゃんが落とした日記の内容を発表するコーナー。モリックス・フルフェイブの3番兼スーパー谷井の社長である谷井とのラブラブな毎日が公開された。（2003年9月18日 - 2003年10月2日）
クイズマサカズ
毎週三村のツッコミがお題として出され、そのツッコミが誰の何という言葉に対してのものだったかを考えるコーナー。ネタの読み上げは作家のたかはCが担当した。2003年12月25日（第91回）には大竹版の「クイズカズキ」が行われた。（2003年10月2日 - 2004年3月25日）
レッド三村の今日のひとこと
番組の最後にレッド吉田の5文字ネタを披露するミニコーナー。2003年10月23日（第82回）にレッド吉田がゲスト出演した際に採用されなかったネタを紹介していた。本人に伝えたところ喜んでいたという。（2003年10月30日 - 2004年3月25日）

### 罰
「クラス対抗・穴があったら入れたい」のコーナーは大竹VS三村の対決形式で進行。3本勝負で先に3敗した方が罰（罰ゲームではない）を科せられた。罰はリスナーから寄せられたものもあり、当初は提案したリスナーが電話で「先生」として宣告をした。罰の内容は以下の通り（合計三村12回、大竹8回）。
- 第7回 三村・放送時間内にメロンパンを10個食べる
- 第11回 大竹・生放送中にコンビニへお遣い
- 第17回 三村・ヤドカリを食べる
- 第22回 大竹・ゲストのちはるに「爆弾トーク」をされる
- 第28回 大竹・「チンアフさん」（THE★SCANTYのドラマー、TOBU）に電話で告白
- 第33回 三村・TBS社屋内の知らない誰か（男性）とキス
- 第38回 大竹・相方の乳首を舐める
- 第43回 三村・ディレクター戸波とパンツを交換する
- 第46回 三村・放送中に思い切りおならをする（失禁する恐れがあった）
- 第52回 大竹・放送中にドッキリするようなことが起きる
- 第59回 三村・女装してコンビニへお遣い
- 第63回 三村・誰でもいいからおならが出そうになった尻に三村が顔を押し付ける
- 第68回 三村・ふかわりょうの鞄のシールをきれいに剥がす
- 第73回 三村・「おならぶっこき祭り」、全て三村が顔で受け止める
- 第81回 三村・桑田佳祐の「祭りのあと」を熱唱
- 第88回 大竹・尾崎豊の「I LOVE YOU」を熱唱
- 第92回 大竹・放送中に手書きの年賀状作成
- 第96回 大竹・着ているTシャツに“本気で落ち込む位の”醤油のシミを付ける
- 第101回 三村・アダルトビデオ「女尻」上映会だが絶対に見せてもらえない
- 第104回 三村・スタッフ・関係者からの熱い抱擁

## スペシャルウィーク
スペシャルウィーク（聴取率調査週間）では、通常放送より豪華なプレゼントが贈られる「コーナー祭」や全篇2人のトークのみで送る「フリートーク祭」などがあったが、中でもお笑い芸人たちをゲストに招いた「関東お笑い祭（芸人祭）」は、テレビ番組では語られない裏話が披露された。またゲスト出演した芸人たちからも「仕事を意識しないで話せる」と言われた。
歴代の「関東お笑い祭（芸人祭）」とゲストは以下の通り。
- 第47回（2003年2月20日）：関東お笑い祭／出川哲朗・くりぃむしちゅー
- 第55回（2003年4月17日）：関東お笑い祭・シャクレカーニバル／有田哲平・土田晃之
- 第56回（2003年4月24日）：関東お笑い祭・モテないカーニバル／出川哲朗・松村邦洋
- 第63回（2003年6月12日）：関東芸人祭・裏の顔ナイト／出川哲朗・松村邦洋
- 第64回（2003年6月19日）：関東芸人祭・太田プロナイト 上島竜兵伝説／上島竜兵・土田晃之・有吉弘行
- 第72回（2003年8月14日）：関東お笑い祭・電波ナイト／猿岩石・ドロンズ石本
- 第73回（2003年8月21日）：関東お笑い祭・熟女ナイト／出川哲朗・ウド鈴木
- 第74回（2003年8月28日）：関東お笑い祭・感動ナイト／松村邦洋・有田哲平
- 第82回（2003年10月23日）：関東お笑い祭・さまぁ〜ずチームVSナベプロチーム 日本シリーズ／レッド吉田・ふかわりょう
- 第90回（2003年12月18日）：関東お笑い祭・マネニーナイト／松村邦洋・ホリ・つぶやきシロー
- 第99回（2004年2月19日）：春の関東お笑い祭・内Pナイト／内村光良・ふかわりょう

## リスナーとの交流
リスナーが様々な企画で番組に電話で参加する機会があったほか、番組内の抽選で当選するとスタジオに招かれ番組中にディナーを振舞われたり、多くネタを採用された最優秀リスナーの名前（ペンネーム）が『○○とさまぁ〜ずの逆にアレだろ!?』として番組タイトルに加わるなどした。
優秀なネタを投稿したリスナーには「アレ」と呼ばれるノベルティグッズがプレゼントされた。初期の「黒いアレ」（＝黒色ボールペン）「真っ赤なアレ」（＝赤色ボールペン）が「苦情が来る」ほど不評だったことから、第14回から「クオカードのアレ」と称した番組特製クオカードがプレゼントされるようになった。そのほか「……しているアレ」（さまぁ〜ず（およびゲスト）の写真）、「クリアファイルのアレ」などもあった。
番組最終回はスタジオの外にファンが集結し、二人も外に出てファンと交流した。

## ゲスト
帰り際に三村へ突然キレる事がお約束となっていた。
- 平山綾 （2002年4月18日）
- 佐伯日菜子 （2002年4月25日） - 穴があったら入れたいの審査員として電話出演。
- MEGUMI （2002年5月23日） - 特別企画「MEGUMIのおっぱい相談室」出演。
- MC UME （2002年5月30日）
- つぶやきシロー （2002年6月13日）
- ウルトラキャッツ （2002年6月20日） - ただし内村は欠席。特別企画「ジニーとデート」出演。
- RAG FAIR （2002年6月27日） - 特別企画「RAG FAIRとハモハモデート」出演。
- ちはる （2002年7月25日） - 3人でのラジオ放送は約8年ぶり。
- TIM （2002年8月1日）
- 江戸むらさき 2002年8月1日）
- ビーム （2002年8月1日）
- おぎやはぎ （2002年8月8日）
- 牛川とこ （2002年8月15日）
- ちはる （2002年8月22日） - 電話出演。
- ちはる （2002年8月29日）
- 根本はるみ （2002年9月12日）
- THE★SCANTY （2002年9月19日）
- 江戸むらさき （2002年9月19日）
- 吹石一恵 （2002年9月26日） - 「後悔イベント トロフィー争奪ボツネタ祭り」出演。
- 藤本綾 （2002年10月10日）
- 小池栄子 （2002年10月24日）
- おぎやはぎ （2002年10月24日）
- 三又忠久 （2002年11月7日）
- 山口五和 （2002年11月28日）
- 鈴木繭菓 （2002年12月5日）
- 根本はるみ （2002年12月12日）
- 五十嵐結花 （2002年12月12日）
- 平山綾 （2002年12月19日）
- 優香 （2002年12月19日） - 特別企画「プレゼント争奪 優香とぴったしクリスマス」出演。
- 村田渚 （2002年12月26日）
- マイマイカブリ （2002年12月26日）
- つぶやきシロー （2003年1月2日、2003年2月6日）
- 出川哲朗 （2003年2月20日） - 「関東お笑い祭り」ゲスト出演。
- くりぃむしちゅー （2003年2月20日） - 「関東お笑い祭り」ゲスト出演。
- 杉作J太郎 （2003年3月6日）
- 有田哲平 （2003年4月17日） - 「関東お笑い祭り しゃくれカーニバル」出演。
- 土田晃之 （2003年4月17日） - 「関東お笑い祭り しゃくれカーニバル」出演。
- 出川哲朗 （2003年4月24日） - 「関東お笑い祭り モテないカーニバル」出演。
- 松村邦洋 （2003年4月24日） - 「関東お笑い祭り モテないカーニバル」出演。
- つぶやきシロー （2003年5月15日）
- 有吉弘行 （2003年5月29日）
- 出川哲朗 （2003年6月12日） - 「関東芸人祭り 裏の顔ナイト」出演。
- 松村邦洋 （2003年6月12日） - 「関東芸人祭り 裏の顔ナイト」出演。
- 上島竜兵 （2003年6月19日） - 「関東芸人祭り 太田プロナイト 上島竜兵伝説」出演。
- 土田晃之 （2003年6月19日） - 「関東芸人祭り 太田プロナイト 上島竜兵伝説」出演。
- 有吉弘行 （2003年6月19日） - 「関東芸人祭り 太田プロナイト 上島竜兵伝説」出演。
- 鈴木繭菓 2003年6月26日）
- 954ベースボールエンジェルズ （2003年7月3日）
- ふかわりょう （2003年7月17日）
- ちはる （2003年8月7日）
- 猿岩石 （2003年8月14日） - 「関東お笑い祭り 電波ナイト」出演。
- ドロンズ石本 （2003年8月14日） - 「関東お笑い祭り 電波ナイト」出演。
- 出川哲朗 （2003年8月21日） - 「関東お笑い祭り 熟女ナイト」出演。
- ウド鈴木 （2003年8月21日） - 「関東お笑い祭り 熟女ナイト」出演。
- 松村邦洋 （2003年8月28日） - 「関東お笑い祭り 感動ナイト」出演。
- 有田哲平 （2003年8月28日） - 「関東お笑い祭り 感動ナイト」出演。
- 桜井裕美 （2003年9月4日）
- ちぇきな （2003年10月2日）
- 長井秀和 （2003年10月16日）
- レッド吉田 （2003年10月23日） - 「関東お笑い祭り さまぁ～ずチーム対ナベプロチーム 日本シリーズ」出演。
- ふかわりょう （2003年10月23日） - 「関東お笑い祭り さまぁ～ずチーム対ナベプロチーム 日本シリーズ」出演。
- つぶやきシロー （2003年11月6日）
- バナナマン （2003年11月27日）
- 松村邦洋 （2003年12月18日） - 「関東お笑い祭り マネニーナイト コサキンとかぶっちゃったよ」出演。
- つぶやきシロー （2003年12月18日） - 「関東お笑い祭り マネニーナイト コサキンとかぶっちゃったよ」出演。
- ホリ （2003年12月18日） - 「関東お笑い祭り マネニーナイト コサキンとかぶっちゃったよ」出演。
- レッド吉田 （2004年1月1日）
- ザ・ルーズドッグス （2004年2月12日）
- 内村光良 （2004年2月19日） - 「春の関東お笑い祭り 内Pナイト テレ朝じゃないのに」出演。
- ふかわりょう （2004年2月19日） … 「春の関東お笑い祭り 内Pナイト テレ朝じゃないのに」出演。

## 雑記
- 番組ディレクターが音楽番組を多く担当していたこともあり、Junk枠の他の曜日に比べ曲がかかることが多く、その選曲もマニアックなものになっていた。
- 2004年1月1日（2日未明）の放送は、さまぁ〜ずが出演するテレビ朝日系のバラエティ番組『内村プロデュース』の元日特番と放送時間が重複し、同日ゲストのレッド吉田と共にテレビを観ながら放送する一幕があった。別の回では、他局にもかかわらずゲストに内村光良とふかわりょうを招いて「内P祭り」を開催したこともある。
- 番組終了後程なくして、裏番組であった『ナインティナインのオールナイトニッポン』（ニッポン放送）にさまぁ〜ずがゲスト出演。以前からゲスト出演が多く関係も深かったことから、番組開始時ナイナイの裏番組をやることを申し訳なく思い、別の曜日に替えられないかと申し出ていたことなどを語った。

| TBSラジオ 木曜25:00 - 27:00 | TBSラジオ 木曜25:00 - 27:00                     | TBSラジオ 木曜25:00 - 27:00 |
| 前番組                      | 番組名                                          | 次番組                      |
| --------------------------- | ----------------------------------------------- | --------------------------- |
| 鴻上尚史の博愛ライダー      | さまぁ〜ずの逆にアレだろ （ここから「Junk」枠） | オセロ中島の黒真珠夫人      |